# Yamatsuri
Yamatsuri (矢祭町, Yamatsuri-machi) est un bourg japonais (町, machi ou -chō) situé dans la préfecture de Fukushima.
Sa population au 1er juin 2013 est estimée à 6 086 habitants.